# سال دیب
سال دیب (انگلیسی: Saul Dibb؛ ۱۹۶۸) کارگردان و فیلم‌نامه‌نویس اهل بریتانیا است. او فرزند مایک دیب مستندساز بریتانیایی است.

## فیلم‌شناسی
- پسر گلوله (۲۰۰۴)
- دوشس(۲۰۰۸)
- سوئیت فرانسوی (۲۰۱۴)